# Isolux Corsán
Isolux Corsán  (actualmente en liquidación) fue un grupo global de ingeniería, construcción y mantenimiento de infraestructuras que llegó a tener actividad en más de 60 países. Operaba en la ejecución de infraestructuras energéticas, tanto en el ámbito de la generación (convencional y renovables) como de la transmisión y distribución de electricidad, de transporte y de agua. También operaba en el campo de la edificación.

## Historia
El Grupo Isolux Corsán nació en 2004 fruto de la unión de los grupos Isolux Wat y Corsán-Corviam. La compañía Isolux Watt, fundada en 1933, era una empresa de gestión de proyectos en los sectores de telecomunicaciones, energía, industria, obras hidráulicas, medio ambiente, control, seguridad y servicios. Por el contrario, el Grupo Corsán-Corviam nacido en 1928 de la fusión de las empresas Corsán y Corviam, desarrollaba su actividad en torno a los sectores de la construcción, las concesiones y servicios y las promociones inmobiliarias. Contaba con dos filiales: Typsa, dedicada a los prefabricados de hormigón, y Corvisa, que opera en el sector de las emulsiones bituminosas.
Tras su fusión Isolux Corsán contó con intereses en Brasil y Estados Unidos, entre otros países, llegando a poseer más de 1700 kilómetros de autopistas en Brasil, India, México y España en modelo concesional. También llegó a contar con más 23.500 plazas de aparcamiento en concesión. En el sector energético, Isolux Corsán fue uno de los mayores constructores mundiales de proyectos EPC en el sector fotovoltaico con 340MW en operación. Contó con una posición relevante entre las grandes constructoras de plantas de generación EPC y también en procesos industriales, con la ejecución de proyectos llave en mano en el sector Oil & Gas y de plantas de biocombustibles.
En julio de 2016 los acreedores de su deuda (unos 2.000 millones de euros), de acuerdo con los accionistas, impulsaron un plan de rescate financiero de la compañía para evitar el concurso de acreedores y ofrecer al grupo de ingeniería y construcción visibilidad de futuro. Dicho plan fue ideado de común acuerdo por las principales entidades acreedoras (CaixaBank, Banco Santander Central Hispano y Bankia) en mayo de 2016.
El 27 de octubre de 2016 Isolux Corsán logró la homologación judicial al plan de rescate con el 89,4% de sus acreedores para reestructurar su deuda.
El plan de reestructuración no funcióno y el grupo entró finalmente en concurso de acreedores el 12 de julio de 2017, y posteriormente en liquidación, dando lugar a una de las mayores quiebras de la historia de España con un agujero patrimonial cifrado en más de 3.800 millones de euros.

## Áreas de negocio
Isolux Corsán desarrollaba su actividad en cinco grandes áreas de negocio:
- EPC
  - Infraestructuras 
    - Obra Civil
    - Edificación
    - Medio ambiente

  - Energía
  - T&D e Instalaciones

- Concesioness
  - Isolux Infrastructure
    - Autopistas
    - Solar Fotovoltaica
    - Líneas de Transmisión

  - Aparcamientos

## Accionariado
- Bancos Acreedores: 51%
- Bonistas: 44%
- Antiguos Accionistas: 5%